# ナンセン海盆

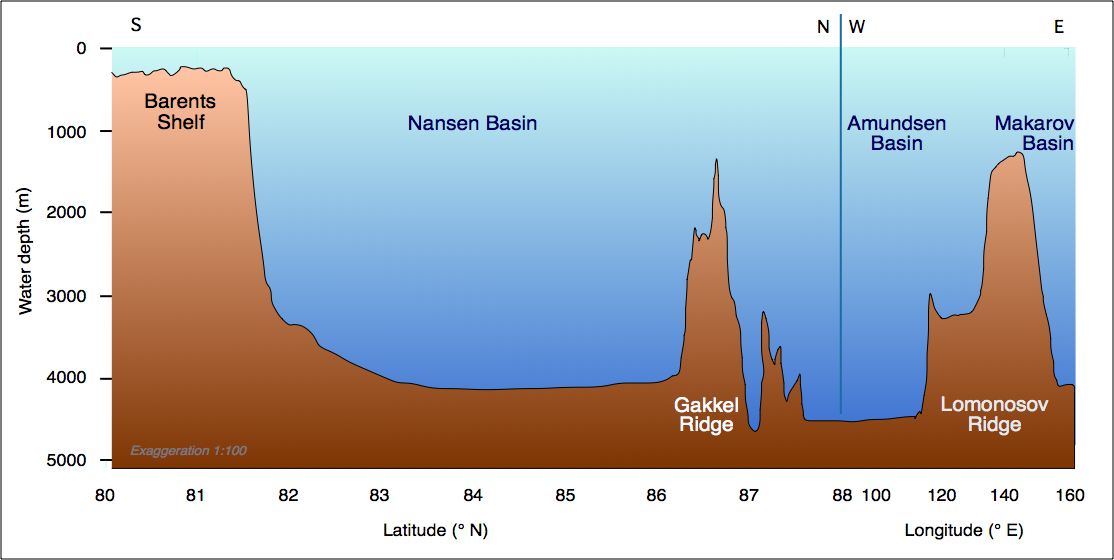
バレンツ海から北極点までの北極海の断面図

ナンセン海盆（ナンセンかいぼん、Nansen Basin）は、北極海にある深さ約3kmの深海地形である。アムンセン海盆とともにユーラシア海盆を構成する。ガッケル海嶺とバレンツ海の大陸棚の間に位置する。中央海盆とも呼ばれ、かつてはフラム海盆とも呼ばれた。
北極海の最深点はナンセン盆地内にあり、4,665mである。また、バレンツ深海平原もナンセン盆地の中央にある。
ロシアとアメリカ合衆国の共同事業Nansen and Amundsen Basin Observational System(NABOS)は、「北極海のユーラシア海盆及びカナダ海盆での水の循環、水の質量変質、及びその機構の評価についての観測的基礎を提供する」ことを目的としている。
座標: 北緯82度 西経50度 / 北緯82度 西経50度